# Nuno Camarneiro
Nuno Filipe Camarneiro Mendes (Coimbra, Sé Nova, 17 de Agosto de 1977) é um escritor e professor universitário português. É irmão da apresentadora Rita Camarneiro.

## Biografia
Nasceu às 8 horas e 45 minutos, filho de Urbano Murta Mendes e de sua mulher Maria Olívia Amaral Camarneiro, ambos de Montemor-o-Velho, Montemor-o-Velho, mas residentes na Figueira da Foz. Neto paterno de Joaquim Mendes e de sua mulher Maria da Saudade Murta e neto materno de Lucílio Alexandre Gomes Camarneiro e de sua mulher Zulmira Amaral.
Formou-se em Engenharia Física pela Faculdade de Ciências e Tecnologia da Universidade de Coimbra, trabalhou no CERN e doutorou-se em Florença em Ciências aplicadas ao Património Cultural. Foi investigador na Universidade de Aveiro e docente na Universidade Portucalense. Presentemente, é docente na Escola das Artes da Universidade Católica Portuguesa.
É editado na LeYa por Maria do Rosário Pedreira.
Em 2011 publicou o seu primeiro romance "No Meu Peito Não Cabem Pássaros" e em 2013 "Debaixo de Algum Céu" com o qual venceu o Prémio LeYa.
É editado na LeYa por Maria do Rosário Pedreira.

## Obras publicadas
Romances:
- No Meu Peito Não Cabem Pássaros (Dom Quixote), Junho de 2011
- Debaixo de Algum Céu (LeYa), Abril de 2013
- O Fogo Será a Tua Casa (Dom Quixote), Abril de 2018

Contos:
- Se Eu Fosse Chão (Dom Quixote), Maio de 2015

Teatro:
- Ainda Hoje Era Ontem, 2015
- Eu, Salazar, 2018
- Ónus, 2021
- Autobiografia de um Lugar, Cadernos de Teatro, CITEC, 2023

Literatura infantil
- Não Acordem os Pardais, Setembro de 2015 (ilustrações de Rosário Pinheiro)[5]
- O Que Veem as Estrelas (Minotauro), Março de 2021
- A Casa das Perguntas (Minotauro), Setembro de 2022

Publicações em Revistas Literárias:
- “Nephelibate”, Nouvelle Revue Française, Gallimard, 2013[6]
- “Beijar o Mar”, “Rua Larga”, Universidade de Coimbra, 2012
- "Concomitância", "A Sul de Nenhum Norte", 2012
- “Heteróclito”, revista “Voca”, Porto, 2009